# Atelopus famelicus
Atelopus famelicus es una especie de anfibios de la familia Bufonidae. Es endémica de Colombia. Su hábitat natural incluye montanos secos y ríos.
Está amenazada de extinción por la pérdida de su hábitat natural.

## Descripción
Rana pequeña con cuerpo delgado cubierto de gránulos. Extremidades delgadas, con abundante piel interdigital en extremidades posteriores. Cabeza con bordes rostrales continuos y rectos que terminan en el hocico puntiagudo. Coloración café marrón a oliva grisáceo con zona ventral y lateral de color crema a amarillo. Especie terrestre de bosques montanos, sin registros fuera de estos. Amplexo prolongado de varios días.

## Distribución
A. famelicus se halla en elevaciones de 1.300 a 1.500 m. Hay registros en dos localidades, La Costa y El Tambito, en la vertiente occidental de la Cordillera Occidental de los Andes del departamentos del Cauca. En Yotocó, Valle del Cauca, hay registros de A. famelicus, pero estudios recientes apuntan a que esta población sería una nueva especie sin identificar.